# 大越亨
大越 亨（おおごし とおる、1844年11月9日（天保15年9月29日） - 1896年（明治29年）1月11日）は、幕末の相馬中村藩士、明治期の内務官僚。官選滋賀県知事。幼名・慎八郎。

## 経歴
陸奥国宇多郡中村（現福島県相馬市中村）で、相馬中村藩士の家に生まれた。戊辰戦争では単独で尊王を東北地方で説き、東征大総督府参謀の先鋒軍使を務めた。
明治3年4月（1870年5月）、中村藩権少参事軍事局事務取扱に就任し、さらに同藩大属となる。
廃藩置県後の明治5年3月（1872年）、十一等出仕となる。同年4月、新治県権大属に就任。以後、同大属、茨城県権大属、同大属、同一等属、内務省御用掛、内務三等属、石川県八等出仕、同一等属、同少書記官、内務省権少書記官、徳島県大書記官、熊本県大書記官、同書記官、山梨県書記官などを歴任し、1890年10月、長崎県書記官に就任。
1891年6月、滋賀県知事に就任。同年12月、県会において県庁を大津から彦根に移転することを可決したが、大越知事がそれを取消して県会中止を命じた。しかし県会の収拾がつかず、内務大臣が県会の解散を命ずる事態となった。また、瀬田川浚渫工事を大阪の反対を退けて着工し、厳寒の中で陣頭指揮を行った結果、体調を崩し1896年1月に病のため在任中に死去した。

## 死後
1905年、瀬田川浚渫についての功績を讃え、石山寺境内に記念碑が建立された。

## 栄典
位階
- 1891年（明治24年）6月25日 - 従四位[7]
- 1896年（明治29年）1月10日 - 正四位[8]

勲章等
- 1889年（明治22年）12月27日 - 勲六等瑞宝章[9]
- 1892年（明治25年）6月29日 - 勲五等瑞宝章[10]
- 1893年（明治26年）12月28日 - 勲四等瑞宝章[11]